# Мельниково (Шегарський район)
Ме́льниково (рос. Мельниково) — село, центр Шегарського району Томської області, Росія. Адміністративний центр Шегарського сільського поселення.

## Населення
Населення — 8377 осіб (2010; 9717 у 2002).
Національний склад (станом на 2002 рік):
- росіяни — 95 %